# Heinrich Wilhelm Stieglitz
Heinrich Wilhelm Stieglitz (Arolsen, 1803. február 21. – Velence, 1849. augusztus 24.) német költő.

## Életpályája
Filológiát tanult, azután egy ideig a királyi könyvtár őre és tanár volt Berlinben. 1833-ban nagyobb utazást tett Oroszországban. Neje, Charlotte Willhöft (aki Hamburgban született 1806-ban), 1834. december 29-én sajátkezűleg tőrrel vetett véget életének azért, hogy férjét a nagy fájdalom teljes emberré és költővé érlelje. Szerető nejének ez a hősies önfeláldozása tényleg mély búbánatba taszította Stieglitzet, aki az eset után többnyire Olaszországban élt, ahol a kolera áldozata lett. Beteges ambíciója arra sarkallta, hogy első rendű költővé legyen, de poétai szárnyalása magasra soha sem emelkedett: középszerű költő maradt.

## Fő művei
- Bilder des Orients (a III. Szelim szultán című tragédiával együtt, Lipcse, 1831-33, 4 kötet)
- Stimmen der Zeit in Liedern (2. kiad. uo. 1834)
- Bergesgrüsse (München, 1839)
- Stieglitz hagyatékából adta ki Cuntze: Heinrich Stieglitz, eine Selbstbiographie (Gotha, 1865)
- Briefe von Stieglitz, an seine Braut Charlotte (Lipcse, 1859, 2 kötet)
- Erinnerungen an Charlotte (Marburg, 1865)